# Olympische Winterspiele 2010/Freestyle-Skiing – Aerials (Frauen)
Der Aerials-Wettkampf der Frauen bei den Olympischen Winterspielen 2010 fand am 20 und 24. Februar 2010 im Cypress Mountain statt. Es fanden eine Qualifikationsrunde und das Finale mit jeweils mit zwei Durchgängen statt. Am Start waren 23 Sportlerinnen. Im Finale konnte sich die Australierin Lydia Lassila den Olympiasieg vor den Chinesinnen Li Nina und Guo Xinxin holen.

## Ergebnisse

### Qualifikation
| Rang | Athletin           | Land               | 1. Durchgang | Rang | 2. Durchgang | Rang | Gesamtpunkte | Anmerkung |
| ---- | ------------------ | ------------------ | ------------ | ---- | ------------ | ---- | ------------ | --------- |
| 001  | Ala Zuper          | Belarus            | 105,64       | 1    | 90,12        | 4    | 195,76       | Q         |
| 002  | Li Nina            | China              | 97,11        | 2    | 94,99        | 2    | 192,10       | Q         |
| 003  | Guo Xinxin         | China              | 88,08        | 8    | 101,08       | 1    | 189,16       | Q         |
| 004  | Cheng Shuang       | China              | 94,29        | 4    | 86,62        | 6    | 180,91       | Q         |
| 005  | Emily Cook         | Vereinigte Staaten | 86,31        | 12   | 93,94        | 3    | 180,25       | Q         |
| 006  | Lacy Schnoor       | Vereinigte Staaten | 87,77        | 10   | 81,74        | 10   | 169,51       | Q         |
| 007  | Assol Sliwez       | Belarus            | 84,17        | 14   | 85,22        | 7    | 169,39       | Q         |
| 008  | Xu Mengtao         | China              | 92,74        | 6    | 75,81        | 12   | 168,55       | Q         |
| 009  | Lydia Lassila      | Australien         | 85,65        | 13   | 81,90        | 9    | 167,55       | Q         |
| 010  | Liz Gardner        | Australien         | 89,00        | 7    | 75,60        | 13   | 164,60       | Q         |
| 011  | Jacqui Cooper      | Australien         | 87,88        | 9    | 75,11        | 14   | 162,99       | Q         |
| 012  | Ashley Caldwell    | Vereinigte Staaten | 79,66        | 16   | 82,68        | 8    | 162,34       | Q         |
| 013  | Nadija Didenko     | Ukraine            | 87,77        | 11   | 73,49        | 15   | 161,26       |           |
| 014  | Olha Wolkowa       | Ukraine            | 82,53        | 15   | 78,25        | 11   | 160,78       |           |
| 015  | Veronika Bauer     | Kanada             | 94,47        | 3    | 65,99        | 17   | 160,46       |           |
| 016  | Evelyne Leu        | Schweiz            | 93,75        | 5    | 61,75        | 19   | 155,50       |           |
| 017  | Jana Lindsey       | Vereinigte Staaten | 64,10        | 19   | 87,59        | 5    | 151,69       |           |
| 018  | Bree Munro         | Australien         | 74,37        | 17   | 69,09        | 16   | 143,46       |           |
| 019  | Tanja Schärer      | Schweiz            | 60,63        | 20   | 65,10        | 18   | 125,73       |           |
| 020  | Olha Poljuk        | Ukraine            | 60,37        | 21   | 55,36        | 20   | 115,73       |           |
| 021  | Martina Konopová   | Tschechien         | 66,84        | 18   | 48,23        | 22   | 115,07       |           |
| 022  | Sarah Ainsworth    | Großbritannien     | 52,44        | 22   | 52,92        | 21   | 105,36       |           |
| 023  | Schibek Arapbajewa | Kasachstan         | 48,89        | 23   | 38,09        | 23   | 86,98        |           |

### Finale
| Rang | Athletin        | Land               | 1. Durchgang | Rang | 2. Durchgang | Rang | Gesamtpunkte |
| ---- | --------------- | ------------------ | ------------ | ---- | ------------ | ---- | ------------ |
| 001  | Lydia Lassila   | Australien         | 106,25       | 2    | 108,49       | 1    | 214,74       |
| 002  | Li Nina         | China              | 99,40        | 4    | 107,83       | 2    | 207,23       |
| 003  | Guo Xinxin      | China              | 98,82        | 5    | 106,40       | 3    | 205,22       |
| 004  | Assol Sliwez    | Belarus            | 102,79       | 3    | 95,90        | 5    | 198,69       |
| 005  | Jacqui Cooper   | Australien         | 90,82        | 7    | 103,47       | 4    | 194,29       |
| 006  | Xu Mengtao      | China              | 108,74       | 1    | 82,87        | 11   | 191,61       |
| 007  | Cheng Shuang    | China              | 94,64        | 6    | 93,23        | 7    | 187,87       |
| 008  | Ala Zuper       | Belarus            | 86,64        | 9    | 95,20        | 6    | 181,84       |
| 009  | Lacy Schnoor    | Vereinigte Staaten | 89,88        | 8    | 83,01        | 10   | 172,89       |
| 010  | Ashley Caldwell | Vereinigte Staaten | 86,53        | 10   | 84,57        | 8    | 171,10       |
| 011  | Emily Cook      | Vereinigte Staaten | 65,03        | 11   | 83,89        | 9    | 148,92       |
| 012  | Liz Gardner     | Australien         | 63,09        | 12   | 23,61        | 12   | 86,70        |